# 桜 (松型駆逐艦)
桜（櫻、さくら）は、大日本帝国海軍の駆逐艦。松型駆逐艦の13番艦である。日本海軍の艦名としては、桜型駆逐艦「桜」に続いて2代目。

## 艦歴
丁型一等駆逐艦第5496号として計画され、1944年（昭和19年）6月2日に横須賀海軍工廠で起工。8月25日に「桜」と命名され、9月6日に進水した。11月25日に竣工し、訓練部隊の第十一水雷戦隊（高間完少将）に編入された。
東京湾で慣熟航海を行った後、12月8日に横須賀を出港して瀬戸内海に向かう。潜水艦の襲撃を警戒し、初日は遠州灘沿岸沿いを経て伊勢湾で仮泊、二日目には大阪湾に入って瀬戸内海を西航する計画が立てられた。航海初日は平穏無事に伊勢湾に入って仮泊を行ったが、翌日早朝に出港して大王埼沖を通過して尾鷲沖のあたりからは12月7日に発生した昭和東南海地震による津波で押し流された漂流物を回避しつつ航行を続けた。漂流物は潮岬付近に差し掛かるころには姿を消した。その後は紀淡海峡、明石海峡を経て11月10日に呉に到着した。
瀬戸内海に到着後は更なる訓練を行い、1945年（昭和20年）2月15日には「桜」と「楢」「椿」「欅」「橘」「柳」で第五十三駆逐隊（司令・豊嶋俊一大佐）を編成。
その直前の2月13日、「桜」は軽巡洋艦「鹿島」および「第14号海防艦」「第16号海防艦」および「第46号海防艦」とともに基隆行きのモタ36船団（「日昌丸」（南洋海運、6,526トン）、「めるぼるん丸」（大阪商船、5,423トン））を護衛するため門司を出撃した。モタ36船団は2月14日深夜から翌15日未明にかけて朝鮮半島南西部の鞍馬島沖で仮泊した後、基隆目指して大陸沿岸部を航行。2月16日夜、「桜」と「鹿島」はモタ36船団から分離して上海に向かい、2月18日に到着した。
2月下旬に入り、「桜」は汕頭行の低速輸送船3隻を駆潜艇1隻とともに護衛して上海を発ち、島嶼間を縫って8日間かけて汕頭に到着し、帰路も無傷で輸送船を護衛して任務を遂行した。
1か月後の3月15日、「桜」は「第21号掃海艇」とともにモタ02船団（吉林丸（大阪商船、6,783トン）、橋立丸（日本海洋漁業、10,021トン））を護衛して上海を出撃。「吉林丸」には大陸から引き揚げる日本人引揚げ民が多数乗船しており、「桜」には「吉林丸」危難の時には乗船中の婦女子を完全に救助するよう命令が下されていた。モタ02船団は黄海を東航して朝鮮半島南岸部に沿って航行し、4日後の3月19日に門司に帰投した。
帰投後、4月7日から「桜」を含む第五十三駆逐隊そろって第三十一戦隊（戦隊司令鶴岡信道少将）の指揮下に入り、再び瀬戸内海で行動した。しかし、時すでに沖縄戦が始まっており、また関門海峡を中心に瀬戸内海のいたる所に飢餓作戦によって機雷が配置されていた。
5月下旬、第十一水雷戦隊は舞鶴への移動が命じられ、「桜」もこれに従って舞鶴に向かうこととなった。5月25日に内海泊地を発って舞鶴に向かうが、午後に部埼灯台沖を航行中に蝕雷し、舵取機械故障、モーター台座破損などの被害を受けた。応急修理ののち、「欅」の支援により5月26日に呉海軍工廠入りして本格的な修理に入る。「桜」の修理は二週間で終わり、修理完了後は6月14日に呉を出港して翌6月15日に大阪に到着した。
7月、第五十三駆逐隊は第十一水雷戦隊とともに7月15日付で解隊して、「桜」は連合艦隊付属になることが決まった。同時に大阪警備府警備艦として大阪湾に投下される機雷の監視任務に就き、大阪港築港灯台と神戸港東灯台からともに約5.5マイルの地点が「桜」の配備点であった。
7月10日、アメリカ第38任務部隊（ジョン・S・マケイン・シニア中将）の接近が予期されるとの情報が入り、「桜」は明石海峡に配備されていた「欅」とともに退避することとなった。避難先を友ヶ島東岸に定め、7月11日5時を期して移動を開始する計画が立てられる。移動予定当日、「桜」は予定時刻に航行を開始し、友ヶ島に向けて針路を定める回頭を終えた直後の5時9分に艦後部に触雷して火災が発生。2、3分後には後部弾薬庫の爆発によってさらに左に傾き、「桜」は艦首を水面上に露出させたのち横転して沈没した。沈没地点は大阪港中突堤灯台256度5.6マイル地点と記録されている。乗員のうち130名が戦死したが、駆逐隊司令・豊嶋大佐、艦長卜部章二少佐は爆発の衝撃で一時失神するも生還。生存者のうち重傷者は甲子園ホテルを接収した大阪海軍病院、軽傷者は大阪海兵団および大阪市立遠里小野国民学校に収容された。8月10日に除籍。

## 歴代艦長
※『艦長たちの軍艦史』367頁による。

### 艤装員長
1. 卜部章二 少佐：1944年11月12日 -

### 艦長
1. 卜部章二 少佐：1944年11月25日 -